# 帕拉普盧伊貝格山

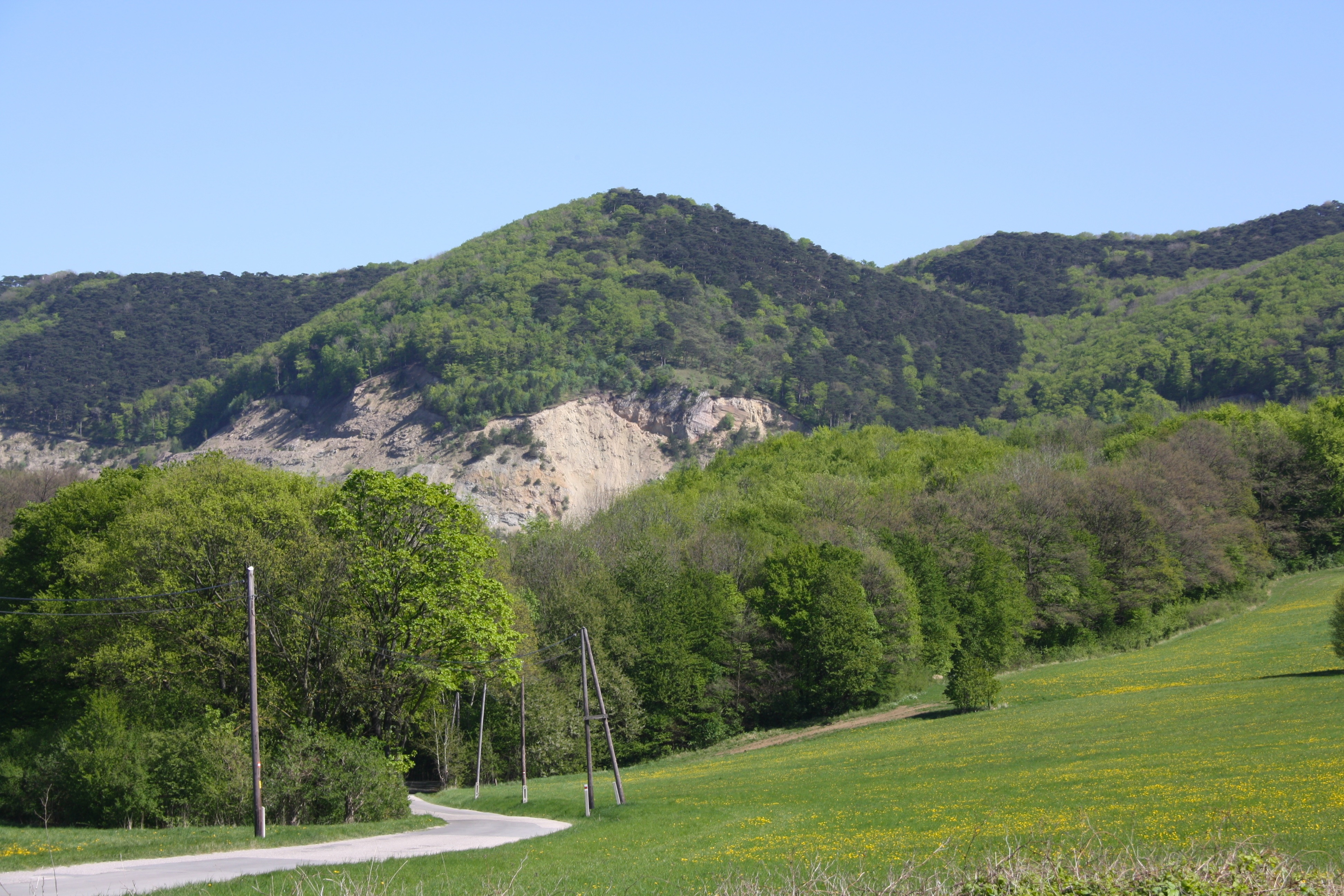

48°07′14″N 16°13′44″E / 48.12044°N 16.22892°E
帕拉普盧伊貝格山（德語：Parapluieberg），是奧地利的山峰，位於該國東北部，由下奧地利州負責管轄，屬於維也納林山的一部分，海拔高度562米，每年平均降雨量904毫米。